# Ed Chynoweth Trophy

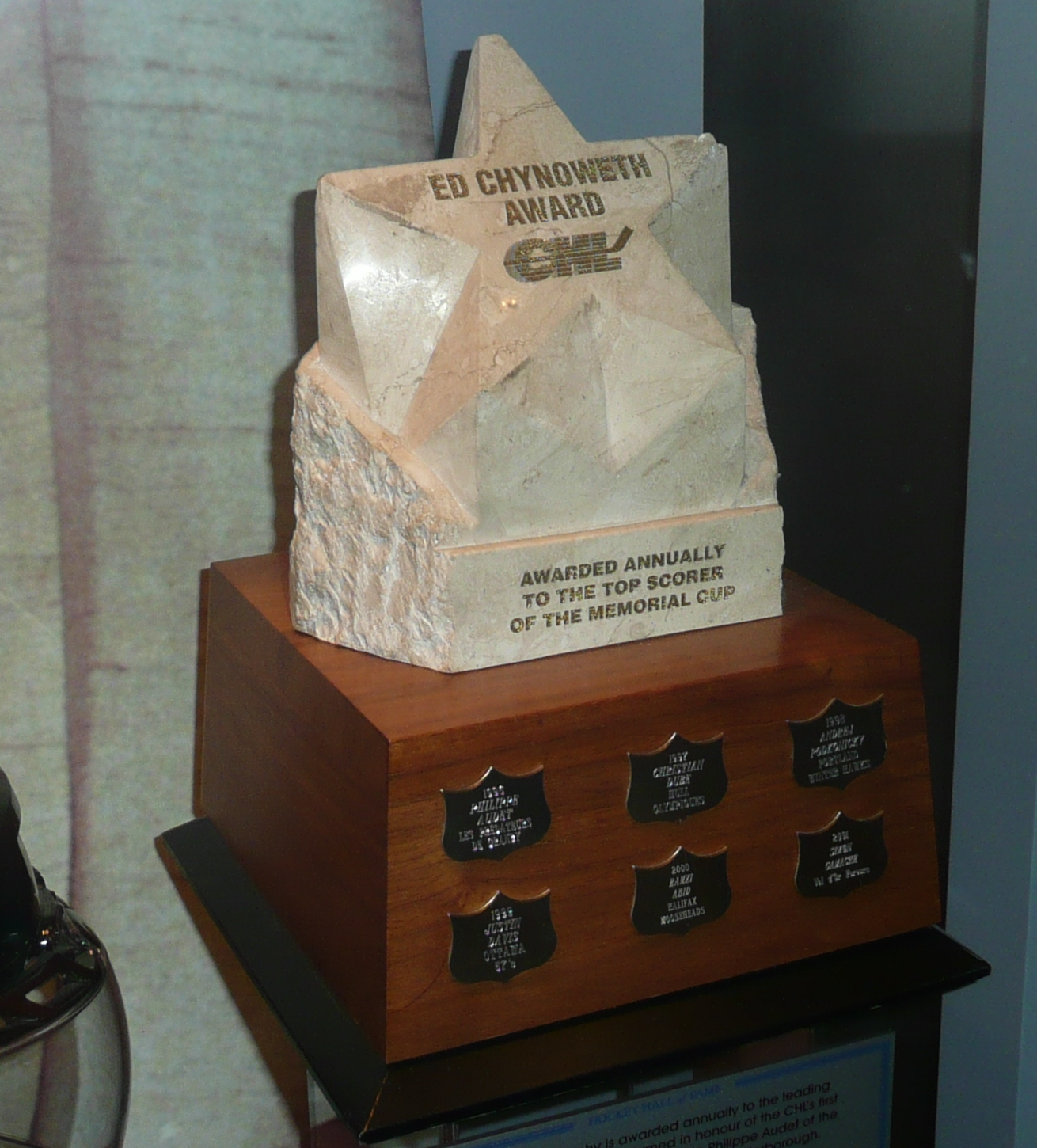
Ed Chynoweth Throphy

Ed Chynoweth Trophy är ett pris som årligen delas ut till den främste poänggöraren i Memorial Cup. Priset delades ut första gången 1996. Ifall poängligavinsten delas av två spelare tilldelas priset till den spelare som spelat minst antal spelomgångar. Om de har spelat samma antal matcher, går priset till den spelare med flest gjorda mål.
Utmärkelsen är uppkallad efter Ed Chynoweth som var ordförande i WHL 1972-1996. Han hjälpte till att skapa Canadian Hockey League (CHL) och var dess ordförande från 1975 till 1996. Chynoweth låg bakom en betydande det i skapandet av CHL och, som dess ordförande, hjälpte han att skapa den kanadensiska juniorhockeyns stipendieprogram och organiserade Memorial Cup i turneringsform.
Chynoweth avgick som ordförande i WHL och CHL 1996 och avled i cancer under 2008. Strax efter hans död blev han invald i Hockey Hall of Fame.

## Vinnare

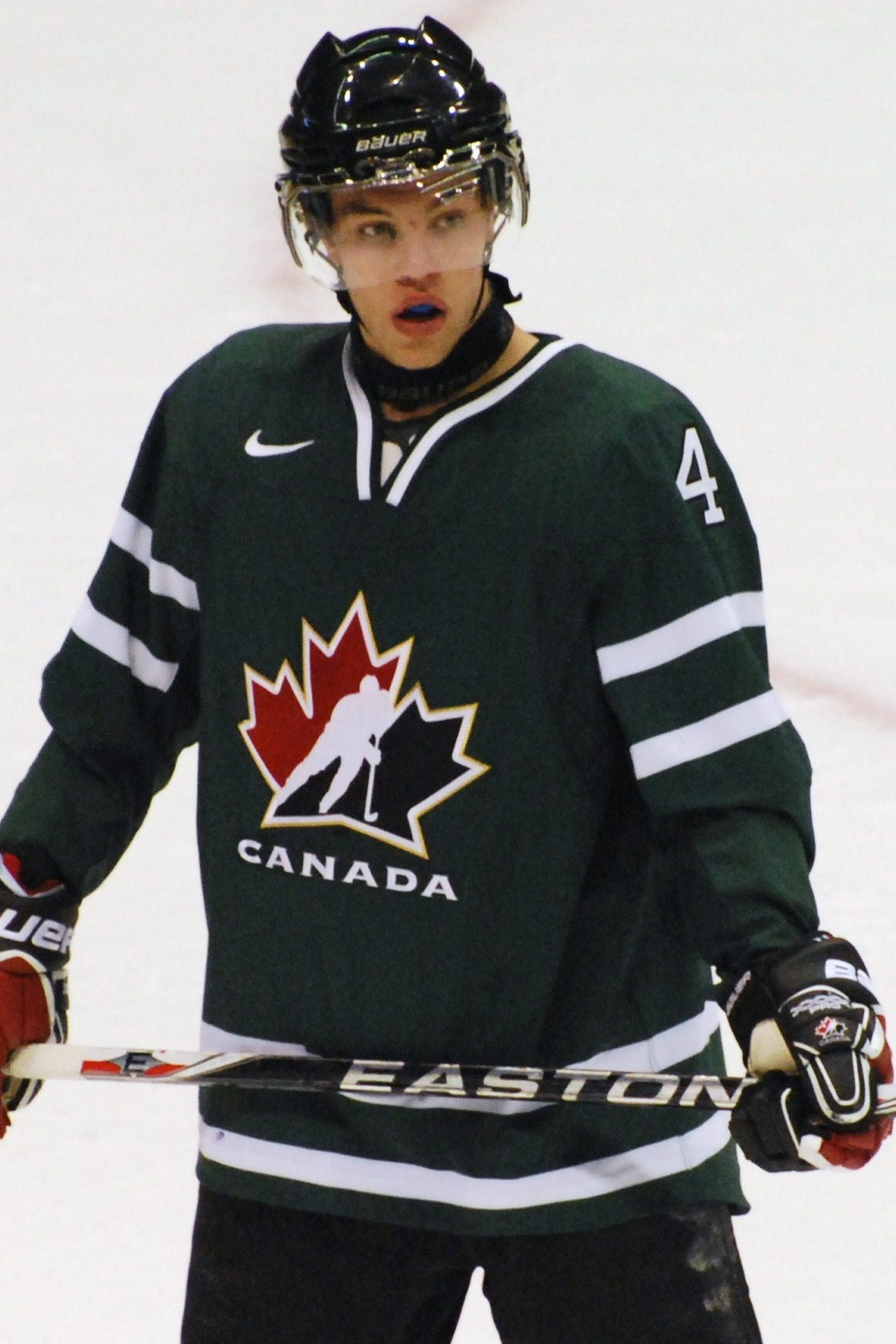
Taylor Hall vann priset år 2010 med nio poäng.

| År   | Spelare           | Lag                   | Poäng    |
| ---- | ----------------- | --------------------- | -------- |
| 2014 | Henrik Samuelsson | Edmonton Oil Kings    | 8 (4+4)  |
| 2013 | Nathan MacKinnon  | Halifax Mooseheads    | 13 (7+6) |
| 2012 | Michael Chaput    | Shawinigan Cataractes | 12 (5+7) |
| 2011 | Andrew Shaw       | Owen Sound Attack     | 7 (2+5)  |
| 2010 | Taylor Hall       | Windsor Spitfires     | 9 (5+4)  |
| 2009 | Jamie Benn        | Kelowna Rockets       | 9 (5+4)  |
| 2008 | Justin Azevedo    | Kitchener Rangers     | 11 (4+7) |
| 2007 | Michal Řepík      | Vancouver Giants      | 7 (3+4)  |
| 2006 | Gilbert Brulé     | Vancouver Giants      | 12 (6+6) |
| 2005 | Sidney Crosby     | Rimouski Océanic      | 11 (6+5) |
| 2004 | Doug O'Brien      | Gatineau Olympiques   | 8 (3+5)  |
| 2003 | Gregory Campbell  | Kitchener Rangers     | 7 (1+6)  |
| 2002 | Matthew Lombardi  | Victoriaville Tigres  | 9 (2+7)  |
| 2001 | Simon Gamache     | Val-d'Or Foreurs      | 7 (4+3)  |
| 2000 | Ramzi Abid        | Halifax Mooseheads    | 10 (6+4) |
| 1999 | Justin Davis      | Ottawa 67's           | 9 (3+6)  |
| 1998 | Andrej Podkonický | Portland Winter Hawks | 10 (6+4) |
| 1997 | Christian Dubé    | Hull Olympiques       | 13 (6+7) |
| 1996 | Philippe Audet    | Granby Prédateurs     | 8 (4+4)  |